# Лісабонська Аркадія
Лісабо́нська Арка́дія (лат. Arcádia Olissiponense), відома також як Лузита́нська Арка́дія (Arcádia Lusitana) була впливовою літературною академією (спілкою, гуртком) в Португалії в середині XVII століття, культурним осередком. 

## З історії
Була заснована у вересні 1756 року в місті Лісабоні, з ініціативи трьох молодих юристів, нещодавно прибулих з Коїмбри, «в пошуках інтеграції в державну службу», а саме поетів Круш-і-Сілва (Elpino Nonacriense), Мануела Ніколау Естевеша Неграна (Elmano Sincero) і Теотоніуса Гоміша ді Карвальо (Tirse Menteo), який опублікував Статут спілки. До отців-засновників приєдналися Коррея Гарсан (Coridon Erimanteo), Рейш Кіта (Reis Quita — Alcino Micénio) та Мануел ді Фігейреду (Manuel de Figueiredo — Lícidas Cíntio).  
Ефемерне існування цієї інституції (занепала у 1759 році та припинила існування у 1776 році) не завадило їй зробити важливий внесок у розвиток і становлення португальської літератури. Так, у 1790 році спілка відродилась у Лісабоні під назвою Нова Аркадія (Nova Arcádia), до діяльності якої підключились такі імена, як Бокажі (Elmano Sadino), Франсіско Жоакім Бінгре (Francélio Vouguense), Курво Семедо, Жозе-Агостіньо де Маседо (Elmiro Tagideu), Ніколау Толентіно, Франсіско Мануел до Насіменто (Filinto Elísio) і маркіза ді Алорна (Alcipe). Припинивши існування в 1794 році, вона залишила після себе публікацію — Альманах муз (Almanaque das Musas), як свідчення своєї діяльності.

## Опис
Члени Лісабонської (Лузитанської) Аркадії прагнули боротися із надмірностями барокового духу та спрямувати поезію на неокласичну естетику, засновану на раціоналізмі та культі природного. Їх літературними характеристиками були: 
- Проста мова;
- Вихваляння фізичних задоволень, сенсуалізм;
- Натхнення авторами доби Відродження, грецької та римської класики;
- прийняття псевдонімів;
- звернення до класичних тем, мови, зворотів і навіть суто декоративних фігур, як німфи, амури, Венера, Зефір тощо;
- вважали себе пасторами і передавали свої почуття і любов назовні;
- сприйняття сільського середовища як притулку для душі і втечі від міської метушні.

## Джерело
- Харитонов В. С. розділ «Література» в статті Португалія // Українська радянська енциклопедія : у 12 т. / гол. ред. М. П. Бажан ; редкол.: О. К. Антонов та ін. — 2-ге вид. — К. : Головна редакція УРЕ, 1983. — Т. 9 : Поплужне — Салуїн. — 558, [2] с., [24] арк. іл. : іл., табл., портр., карти + 1 арк с. — С. 21